# Astragalus geminiflorus
Astragalus geminiflorus es una especie de planta herbácea perteneciente a la familia de las fabaceas. Es originaria de Ecuador. 

## Distribución
Es una planta herbácea perennifolia que se encuentra en Ecuador, donde se distribuye por la Provincia de Bolívar, Chimborazo, Cotopaxi, Ibabura, Napo, Pichincha y Tungurahua.

## Taxonomía
Astragalus geminiflorus fue descrita por  Humb. & Bonpl.  y publicado en Plantae Aequinoctiales 1: 128, pl. 37. 1808.
Etimología
Astragalus: nombre genérico derivado del griego clásico άστράγαλος y luego del Latín astrăgălus aplicado ya en la antigüedad, entre otras cosas, a algunas plantas de la familia Fabaceae, debido a la forma cúbica de sus semillas parecidas a un hueso del pie.
geminiflorus: epíteto latíno que significa "con flores emparrejadas"